# هوریپرو
هوریپرو (انگلیسی: Horipro) شرکت سرگرمی ژاپنی است، که در سال ۱۹۶۰ تأسیس شد.